# Râul Valea Albă, Cavnic
Râul Valea Albă este un curs de apă, în județul Maramureș, afluent al râului Cavnic.